# Brønsholm
Brønsholm er en del af Hørsholm byområde. Oprindelig var Brønsholm en landsby, men anlæggelsen af Kystbanen medførte, at området efterhånden blev udstykket og bebyggelsesmæssigt forenet med Hørsholm, Usserød og Rungsted.

## Historie
Brønsholm går tilbage til middelalderen.
I 1682 bestod landsbyen af 9 gårde og 6 huse uden jord med et samlet dyrket areal på 256,3 tønder land skyldsat til 55,10 tønder hartkorn. Brønsholm hørte under Hørsholm Birk. Dyrkningsformen var trevangsbrug.
Brønsholm kom til at ligge umiddelbart ved Kongevejen, at denne blev anlagt på strækningen fra Hørsholm til Nyrup.
I 1897 anlagdes Kystbanen. Senere anlagdes to stationer, Kokkedal Station og Nivå Station, som dog i første omgang ikke fik nogen betydning for ejerlavet. Det var først efter kommunalreformen i 1970, at ejerlavet for alvor blev inddraget i byudviklingen. I forbindelse med den voldsomme udbygning af Kokkedal blev også en del af Brønsholms jorder inddragne øst for Kongevejen. Desuden blev Helsingørmotorvejen anlagt, det vil sige reelt forlænget på strækningen mellem Hørsholm og Helsingør lige vest om landsbyen i 1974.